# 王良臣 (萬曆進士)
王良臣（1583年—？），字忠亮，號翼儆，南直隸蘇州府常熟縣軍籍常州府江陰縣人，明朝政治人物。

## 生平
萬曆三十七年（1609年）己酉科應天鄉試第四十九名舉人，三十八年（1610年）中式庚戌科會試第三十一名，三甲第三十二名進士。刑部觀政，授福建建寧縣知縣，四十五年（1617年）改應天府學教授。官至梧州府知府。

## 家族
曾祖王魯，州同知，贈浙江按察司僉事；祖父王嘉言，嘉靖壬戌進士，浙江參議，祀肥鄉、曲周名宦；父王維城，陝西漢中府通判；母趙氏。重慶下。兄憲明（儒士）；憲曾（庠生）；憲臣（庠生）。弟輔臣（庠生）；憲羲；重臣；憲祥；慶臣；憲且（庠生）；哲臣（庠生）；憲覽；憲申；傳臣（庠生）；啓臣；憲恭；憲彥；憲文；憲儉；憲宸；師臣；朋臣。
子王運昌（乙卯舉人）；王應昌。